# Université d'économie et de finance du Sud-Ouest
L'université d'économie et de finance du Sud-Ouest (chinois simplifié : 西南财经大学 ; pinyin : Xinan Caijing Daxue) est une université chinoise située à Chengdu. Créée en 1925, elle est l'une des 100 universités clés du Ministère de l'éducation et propose la plupart des disciplines d'économie et de finance. Elle compte 3 campus, 19 départements et 14 456 étudiants.

## Anciens étudiants notables
- Zhang Zhan, lanceuse d'alerte chinoise arrêtée le 13 mai 2020, actuellement détenue.